# Pagoda Leifeng
La Pagoda Leifeng (xinès tradicional i simplificat: 雷峰塔, pinyin: Léifēng Tǎ, literalment 'Pagoda de Leifeng') és una torre de cinc pisos d'altura i vuit costats, situada sobre el Pujol del Vespre, al sud del Llac de l'Oest, a Hangzhou. (Xina) Construïda originalment l'any 975 dC, es va esfondrar el 1924, però va ser reconstruïda el 2002, i des de la seva reobertura ha estat una popular atracció turística.
El 24 de juny de 2011, aquest i d'altres elements que conformen l'anomenat «paisatge cultural del Llac de l'Oest a Hangzhou» varen ser declarats Patrimoni de la Humanitat per la UNESCO.

## Edifici original

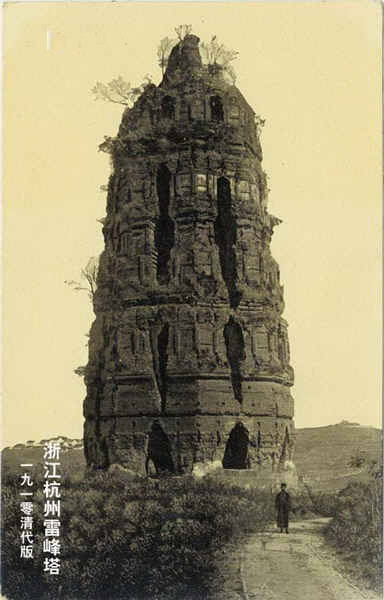
Pagoda original el 1910, abans del col·lapse de l'any 1924

La pagoda original va ser construïda el 975 dC, durant el període de les cinc dinasties i deu regnes, per ordre del rei Qian Chu (nascut Qian Hongchu) de Wuyue. La seva edificació fou per celebrar el naixement del fill de Qian Chu amb la seva concubina favorita, Huang Fei. La Pagoda Leifeng era una estructura octogonal de cinc pisos construïda amb fusta i maó, i amb una base construïda també amb maons.
Els pirates japonesos van atacar Hangzhou durant l'època de la Dinastia Ming. Com sospitaven que la pagoda contenia armes van cremar els elements de fusta, deixant tan sols l'esquelet de maó, com es pot comprovar en les pintures Ming del Llac de l'Oest.
La Pagoda Leifeng es va convertir en un dels deu llocs d'interès del Llac Oest gràcies a la llegenda de la Serp Blanca. Més tard, una superstició que assegurava que els maons de la torre repel·lien les malalties i prevenien les desgràcies va provocar que moltes persones comencessin a robar maons de la torre per moldre'ls i fer pols amb ells. La pagoda es va esfondrar finalment la tarda del 25 de setembre de 1924 a causa del seu mal estat.

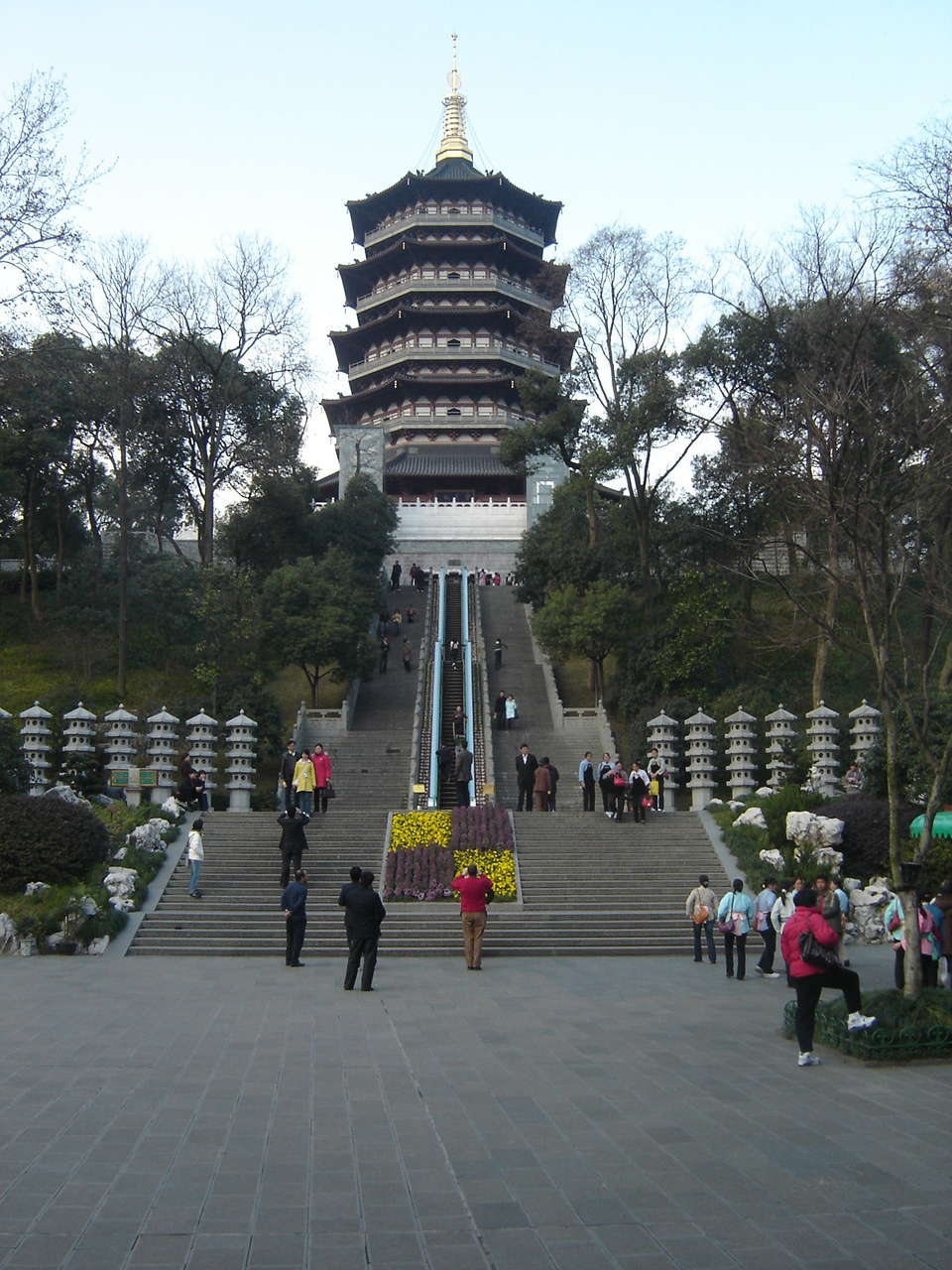
Vista de la pagoda

Pel que fa a la qüestió de l'existència d'un mausoleu sota la pagoda, es va debatre durant anys fins que per fi es va utilitzar un radar per comprovar-ho. L'11 de març de 2001 es va excavar el mausoleu i es van trobar molts tresors, entre ells un cap de Buda cobert d'or i plata.

## Reconstrucció
A l'octubre de 1999, els governs provincial i municipal van decidir reconstruir la Pagoda Leifeng sobre les ruïnes de l'antiga, i la nova va ser inaugurada el 25 d'octubre de 2002. Està feta amb 1400 tones d'acer més 200 tones de parts de coure, i té quatre ascensors turístics i equipament modern com aire condicionat, televisions i altaveus. A l'entrada de la pagoda hi han dues escales mecàniques que porten als visitants fins a la base de l'edifici.
La base original de la pagoda es manté en bon estat, igual que els tresors descoberts en la cambra subterrània.